# Tjipekapora Herunga
Tjipekapora Herunga (Ehangono, 1º gennaio 1988) è una velocista namibiana.

## Record nazionale
- 400 metri piani: 51"24 ( Pretoria, 4 maggio 2012)

## Palmarès
| Anno | Manifestazione     | Sede        | Evento      | Risultato  | Prestazione | Note                                     |
| ---- | ------------------ | ----------- | ----------- | ---------- | ----------- | ---------------------------------------- |
| 2005 | Mondiali allievi   | Marrakech   | 800 m piani | Batteria   | 2'19"93     |                                          |
| 2007 | Giochi panafricani | Algeri      | 400 m piani | 7ª         | 53"13       |                                          |
| 2008 | Africani           | Addis Abeba | 400 m piani | Semifinale | 54"00       |                                          |
| 2010 | Mondiali indoor    | Doha        | 400 m piani | Batteria   | 55"40       |                                          |
| 2010 | Africani           | Nairobi     | 400 m piani | Batteria   | 57"03       |                                          |
| 2011 | Giochi panafricani | Maputo      | 200 m piani | Bronzo     | 23"50       |                                          |
| 2011 | Giochi panafricani | Maputo      | 400 m piani | Bronzo     | 51"84       |                                          |
| 2011 | Mondiali           | Taegu       | 400 m piani | Batteria   | 54"08       |                                          |
| 2012 | Africani           | Porto-Novo  | 200 m piani | 6ª         | 23"92       |                                          |
| 2012 | Giochi olimpici    | Londra      | 400 m piani | Semifinale | 52"53       |                                          |
| 2013 | Mondiali           | Mosca       | 400 m piani | Semifinale | 52"28       |                                          |
| 2015 | World Relays       | Nassau      | 4×400 m     | 14ª        | 3'40"21     | Record nazionale                         |
| 2015 | Giochi panafricani | Brazzaville | 200 m piani | Semifinale | 23"81       | Miglior prestazione personale stagionale |
| 2015 | Giochi panafricani | Brazzaville | 400 m piani | Bronzo     | 51"55       |                                          |
| 2016 | Mondiali indoor    | Portland    | 400 m piani | Batteria   | dq          |                                          |
| 2018 | Africani           | Asaba       | 400 m piani | Batteria   | 55"90       |                                          |
| 2019 | Giochi panafricani | Rabat       | 200 m piani | Semifinale | 24"49       |                                          |
| 2019 | Giochi panafricani | Rabat       | 400 m piani | Semifinale | 53"49       |                                          |
| 2019 | Giochi panafricani | Rabat       | 4x100 m     | 4ª         | 45"55       |                                          |